# Turn Into
Turn Into – drugi singel z albumu Show Your Bones, wydanego 19 czerwca 2006 przez zespół Yeah Yeah Yeahs. Singel zajął 53. miejsce na liście UK Singles Chart.

## Lista utworów
1. „Turn Into”
2. „Turn Into” (Nick Zinner remix)
3. „Maps” (Live From Roseland)